# Lasionycteris noctivagans
Lasionycteris noctivagans is een zoogdier uit de familie van de gladneuzen (Vespertilionidae). De wetenschappelijke naam van de soort werd voor het eerst geldig gepubliceerd door La Conte in 1831.

## Voorkomen
De soort komt voor in Bermuda, Canada, Mexico en de Verenigde Staten.